# Вардар
Варда́р (макед. Вардар, алб. Lumi i Vardarit), Аксьо́с, Аксио́с (греч. Αξιός) — самая длинная река в Северной Македонии и одна из основных рек Греции. Длина — 388 километров, из которых примерно 76 километров находятся на территории Греции, площадь водосборного бассейна — 25,4 тысячи квадратных километров. Высота истока — 683 м над уровнем моря.
Река берёт исток на склонах горы Добра-Вода у селения Вруток, в нескольких километрах к югу от Гостивара в Северной Македонии. Вардар течёт сначала на север через Гостивар, мимо Тетово, затем сворачивает на восток, течёт через Скопье, где в неё впадает справа Треска. Далее река течёт в юго-восточном направлении. Южнее Скопье река входит в ущелье Велеса, проходит через Велес, далее течёт примерно 70 километров по широкой долине. Принимает притоки Бабуна справа и Брегалница слева, проходит через ущелье Железные Ворота (Демир-Капия) длиной 20 километров и шириной в некоторых местах 2 километра, выходит в долину у Удово, проходит между горами Кожуф и Беласица, пересекает границу с Грецией у северомакедонского города Гевгелия и греческих деревень Эвзони и Идомени, течёт через Поликастрон, Аксьюполис, пересекает Салоникскую равнину и впадает в залив Термаикос Эгейского моря в Центральной Македонии к западу от города Салоники на севере Греции. Притоками на греческой территории являются Мега-Рема (Коджа-Дере) и Сириос (Горгопис).

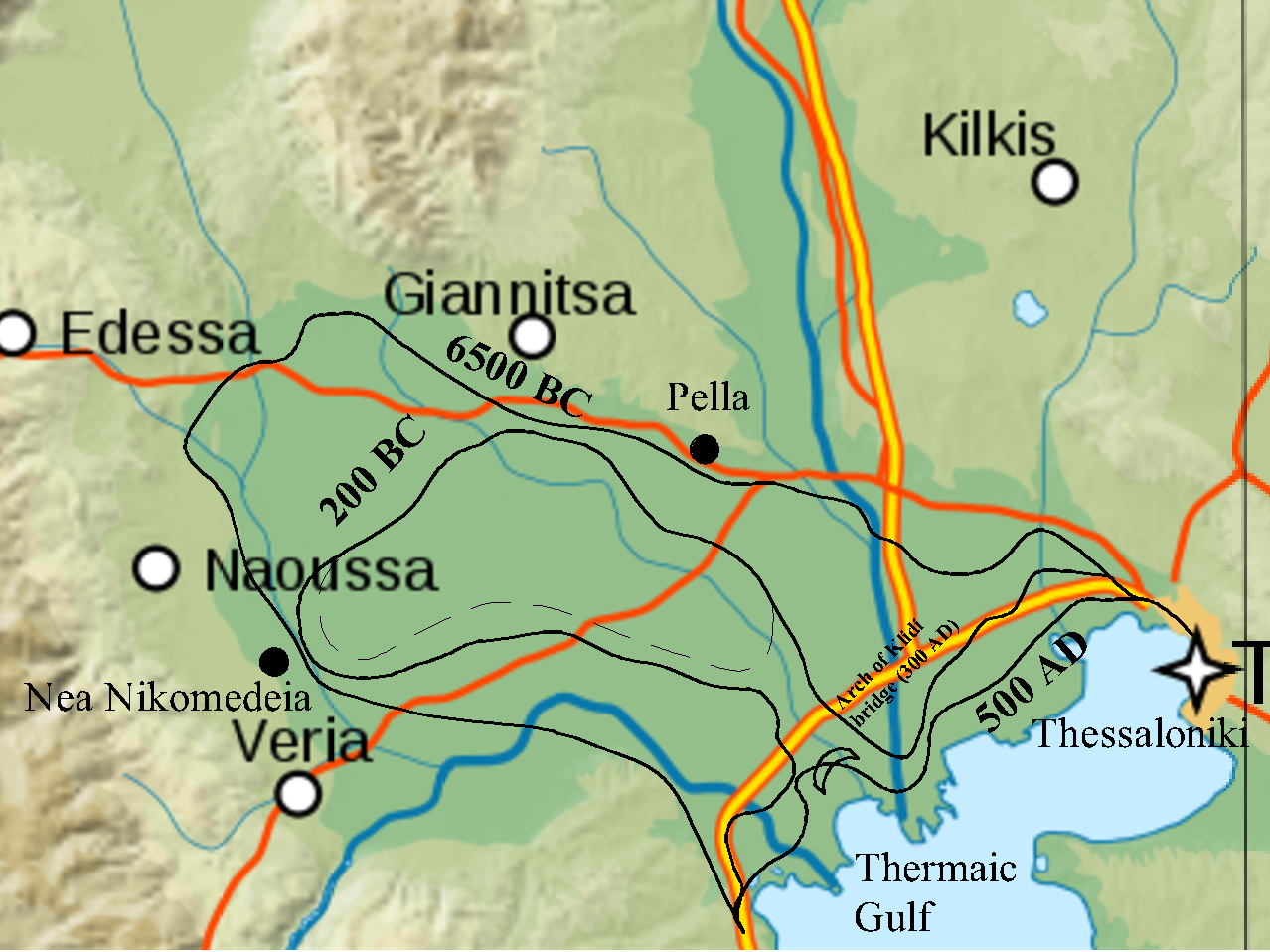
Рост Салоникской равнины и изменение береговой линии залива Термаикос. Реконструкция (Bottema, S. 1974)

Бассейн Вардара занимает две третьих территории Северной Македонии. Долина реки образует плодородную почву. Практически повсюду реку окружают горы. Огромное количество аллювия, переносимое реками (главным образом, реками Аксьос и Альякмон), вследствие длительного накопления (аккумуляции) в мелком заливе Термаикос образовали обширную Салоникскую равнину.
Среднегодовой расход воды — 151 кубический метр в секунду. С июля по сентябрь маловодна.

## Национальный парк «Дельта Аксьоса»

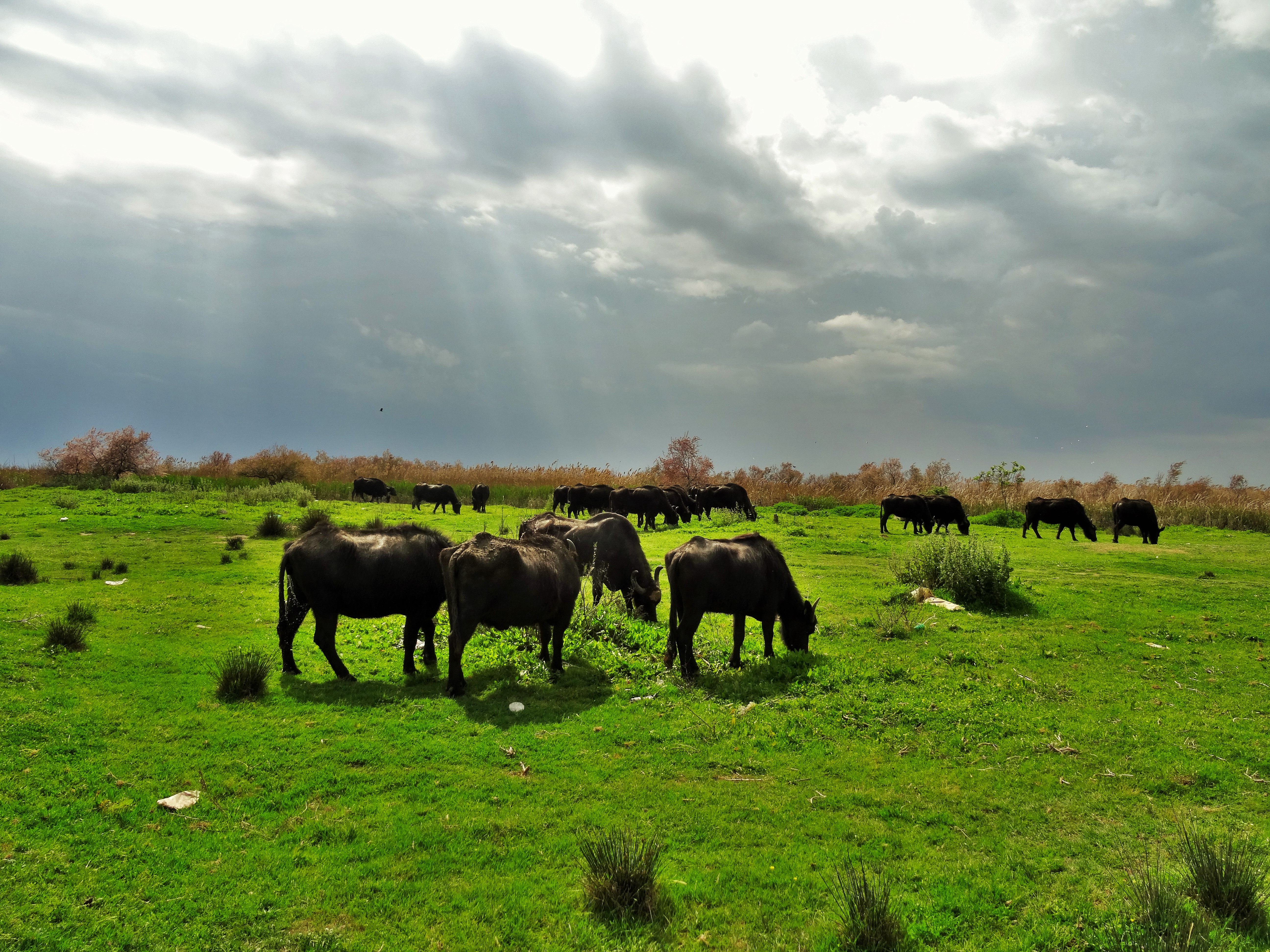
Стадо болгарской мурры (азиатского буйвола) в дельте Аксьоса

Дельта расположена рядом с устьем рек Галикос, Альякмон и Лудиас, образуя область, известную как дельта Галикос-Аксьос-Лудиас-Альякмон (Δέλτα των ποταμών Γαλλικού - Αξιού - Λουδία - Αλιάκμονα, Γ.Α.Λ.Α.), с 2009 года (ΦΕΚ 220) — Национальный парк «Дельта Аксьос-Лудиас-Альякмон» площадью 33 800 гектаров. Водно-болотные угодья является важным местом обитания птиц. Здесь наблюдаются 298 видов птиц (66 % от количества видов птиц в Греции), в том числе 18 из 25 исчезающих видов птиц, наблюдаемых в Греции. 106 видов птиц гнездятся в парке. Здесь обитают 40 видов млекопитающих, в том числе: нутрия, болгарская мурра, выдра, европейский суслик, евразийский волк, обыкновенный шакал, а также 18 пресмыкающихся, 9 земноводных и 7 беспозвоночных видов. Люди занимаются здесь выращиванием риса, скотоводством, рыбной ловлей и разведением мидий.
28 855,18 гектаров водно-болотных угодий в дельте Аксьос-Лудиас-Альякмон, важных для орнитофауны, включая Алики-Китрус, входят в сеть природоохранных зон «Натура 2000».
В дельте Вардара обитает 26 местных видов рыб, в том числе Pachychilon macedonicum.

## Притоки
- Црна (правый)
- Пчиня[макед.] (левый)
- Бабуна (правый)
- Анска (левый)
- Пена (правый)
- Брегалница (левый)
- Лепенац (левый)
- Треска (правый)

## Галерея

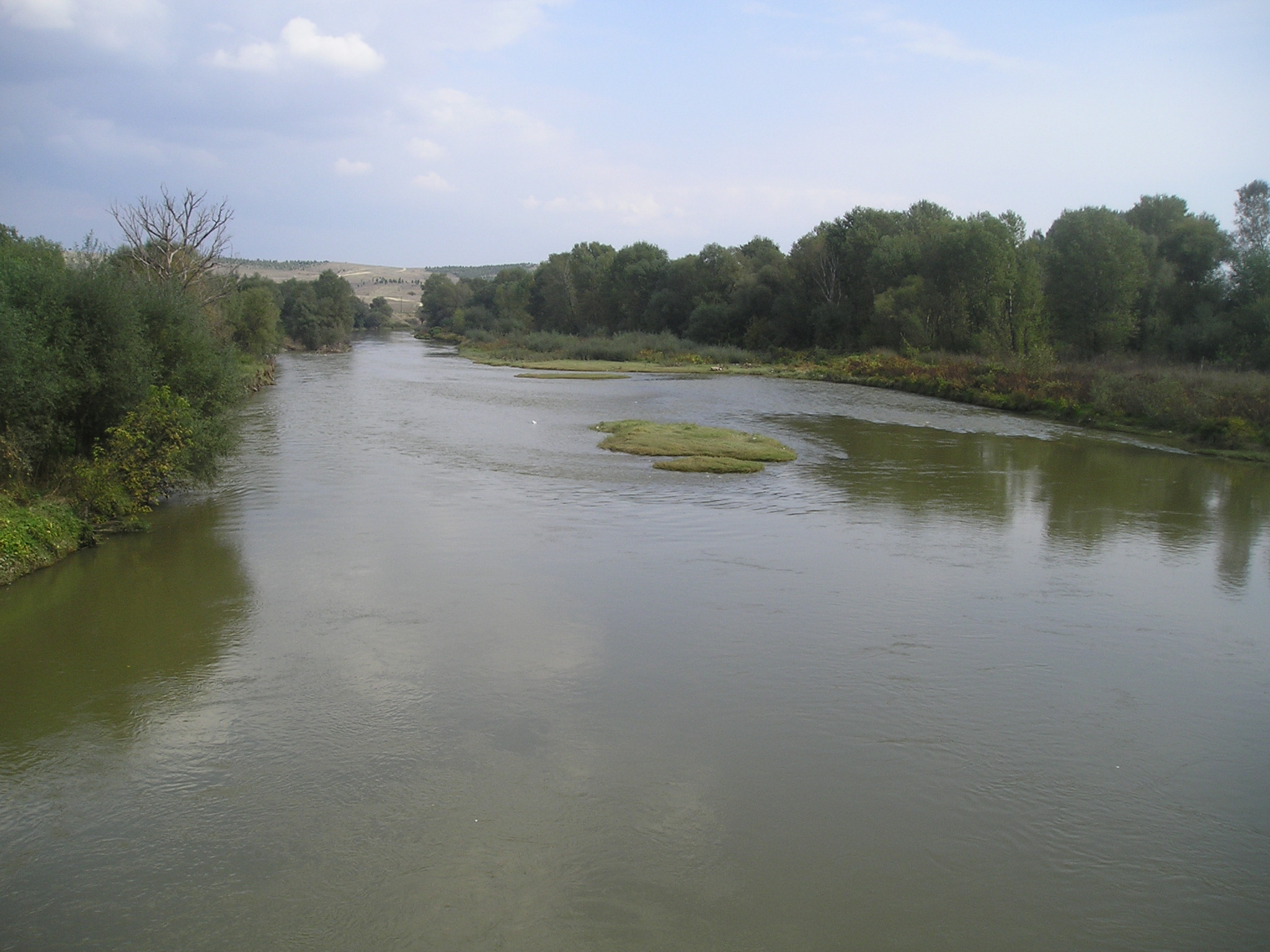
Река рядом с деревней Ногаевци[болг.] в Северной Македонии
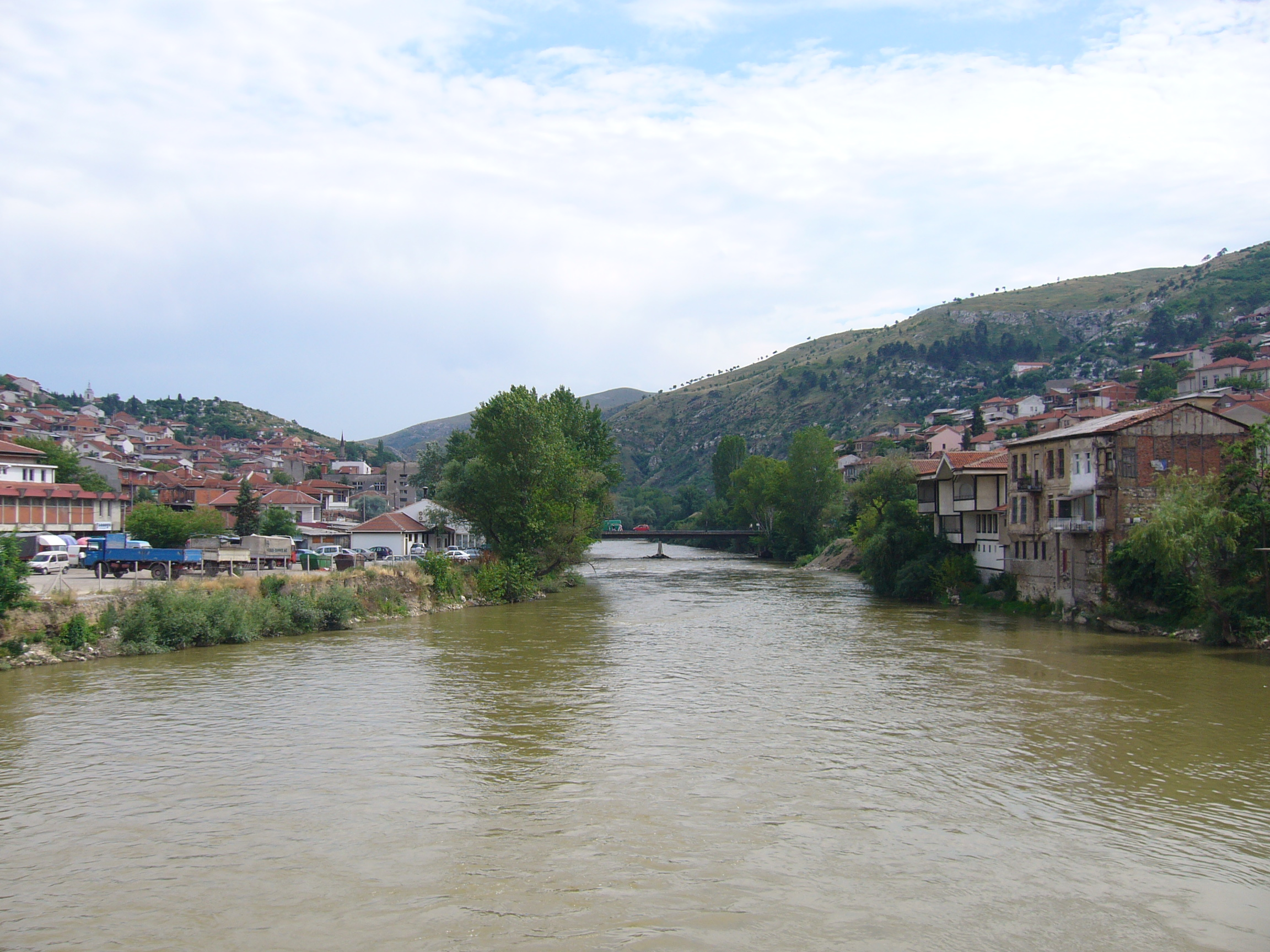
Река вблизи Велеса
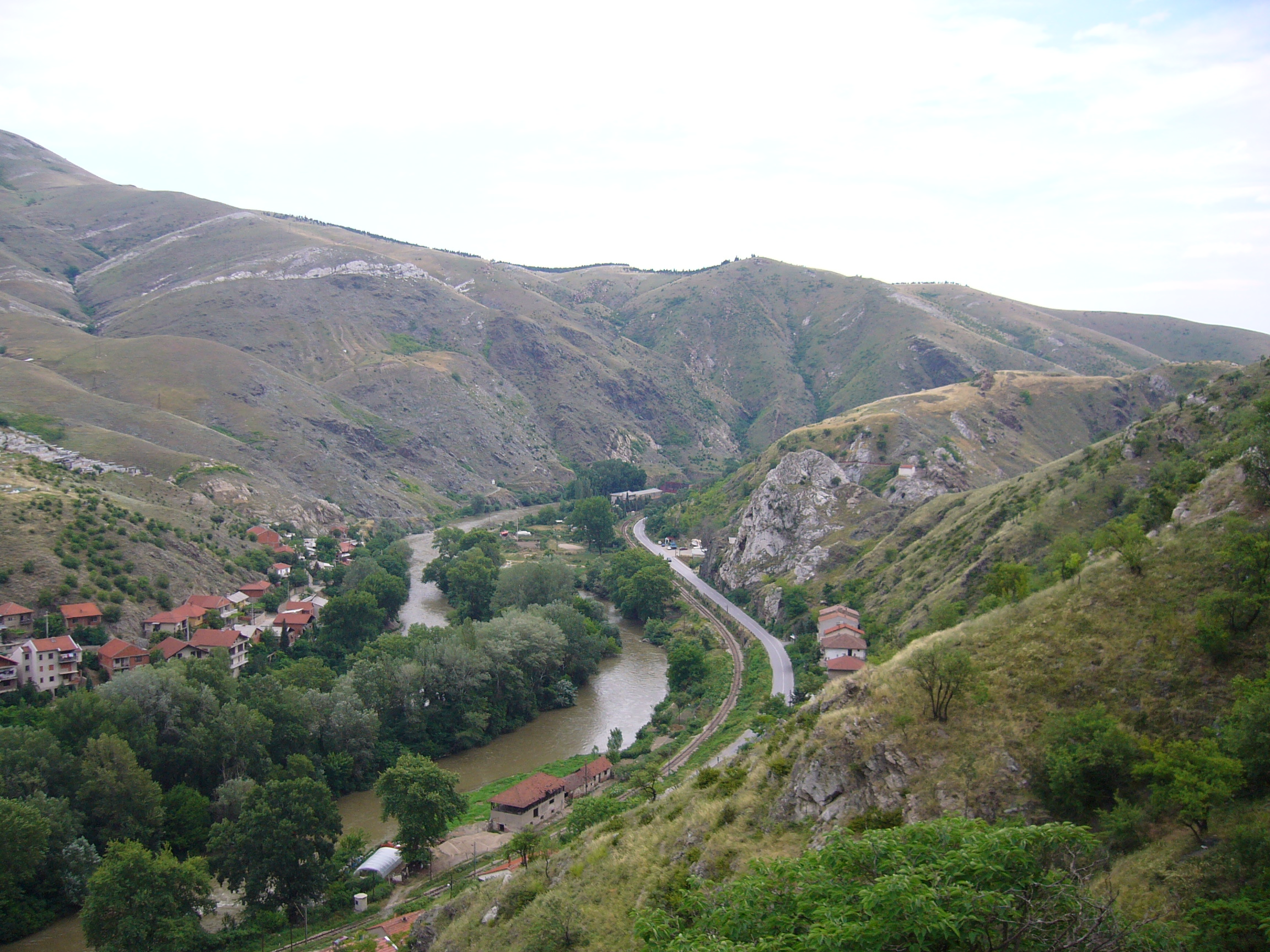
Река в Северной Македонии
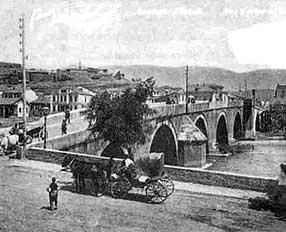
Мост через реку в Скопье, 1909 год